# Slaget om Tai'erzhuang
34°33′26.39″N 117°43′50.70″Ø / 34.5573306°N 117.7307500°Ø
Slaget om Tai'erzhuang (simpelt kinesisk: |臺|兒|莊|會|戰, traditionelt kinesisk |台|儿|庄|会|战 Tái'érzhūang Huìzhàn) var et slag under den 2. kinesisk-japanske krig i 1938 mellem den kinesiske Kuomintanghær og Japan. Det anses til tider for at være en del af slaget om Xuzhou.
Tai'erzhuang ligger på den østlige bred af den Store kinesiske kanal og var en grænsepost nordøst for Xuzhou. Det var også endestationen for en lokal jernbane fra Lincheng.  Xuzhou selv var knudepunkt for Jinpu jernbanen (Tianjin-Pukou) og Longhai jernbanen (Lanzhou-Lianyungang) og hovedkvarter for Kuomintangs 5. krigszone. 
Slaget drejede sig om en japansk plan om at erobre Xuzhou, en stor by i det østlige Kina. Japanerne glemte at tage højde for generalerne Li Zongren og Bai Chongxi, som planlagde at omringe japanerne i byen Tai'erzhuang. Den japanske operation startede den 24. marts. Overmod fik de japanske ledere til at overse de tusindvis af uanselige "bønder" i området, som infiltrerede og afskar kommunikationslinjer og forsyninger, flyttede vandløb og ødelagde jernbanelinjer. I slutningen af blev der nedkastet forsyninger og brændstof fra fly til de japanske tropper, men mængderne var utilstrækkelige. 
Den 29. marts 1938 gravede en lille gruppe japanske soldater sig med under murene omkring  Tai'erzhuang i et forsøg på at erobre byen indefra. De blev fanget af de kinesiske forsvarere og dræbt. I den følgende uge hævdede begge sider at have kontrol over dele af byen og det omkringliggende område, og mange blev dræbt i kampe med håndvåben. 
Til sidst angreb japanerne frontalt, uden at tage hensyn til at kineserne var i overtal. En stor omringning den 6. april af kinesiske forstærkninger kom en større japansk tilbagetrækning i forkøbet, men kineserne fik ikke noget ud af det, på grund af deres manglende mobilitet. 
Mens sejren fejredes i Hankow og andre kinesiske byer benægtede og latterliggjorde Japan rapporterne om slaget i dagevis. Det blev imidlertid omtalt i verdenspressen og udløste i midten af april en regeringskrise i Tokyo.
Kineserne opnåede en stor sejr, den første for den nationalistiske alliance i krigen. Slaget fjernede myten om Japans militære uovervindelighed og havde uvurderlig betydning for den kinesiske moral.  

## Eksterne kilder
- Mindemuseet for slaget om Tai'erzhuang Arkiveret 10. februar 2005 hos  Wayback Machine (kinesisk)
- 台儿庄战役  Arkiveret 31. december 2006 hos  Wayback Machine Kort over felttoget ved Tai'erzhuang. (langsom) (kinesisk)
- Axis History Forum Index » WW2 in the Pacific & Asia » Den kinesisk-japanske krig (felttogene i detaljer) Se side 1-2 for fortælling, kort, slagorden og diskussino af dette slag.
- Taierzhuang felttoget